# Nichole Cordova
Pour les articles homonymes, voir Cordova.
Nichole Cordova est une chanteuse, danseuse et actrice américaine née le 17 août 1988.
Elle est surtout connue pour avoir été membre du groupe américain Girlicious. En 2011, Cordova se joint à la troupe des Pussycat Dolls pour une tournée de spectacles en Amérique du Nord.
En 2012, elle accompagne, en tant que danseuse, le rappeur Pitbull pour plusieurs concerts.
Depuis 2012, elle fait partie d'un nouveau groupe, Girls United. Le groupe a participé aux auditions de l'édition 2013 de l'émission The X-Factor USA.

## Enfance
Nichole a vécu dans plusieurs États tels que, la Floride et le Maryland, avant de venir habiter au Texas à 9 ans. Elle a un frère, Blaine Cordova.
Nichole a enregistré en solo à l'âge de 14 ans quelques chansons telles que, Watch Me; White Chocolate; Over You; Everything; They Don't Know et FastBoy.

## Débuts
Nichole a participé à The Pussycat Dolls present: Girlicious, émission de télé-réalité mettant en compétition plusieurs filles qui espèrent gagner leur place dans le groupe Girlicious. Cordova remporte la compétition ainsi que trois autres candidates (Chrystina Sayers, Natalie Mejia et Tiffanie Anderson).

## Girlicious
Le 12 août 2008, Nichole sort avec les Girlicious le premier album du groupe intitulé "Girlicious". Lancé avec les singles Like Me, Stupid Shit et Baby Doll. L'album fut un succès au Canada, il se positionne à la 2e place.
Le 22 novembre 2010, les Girlicious sortirent leur second album intitulé "Rebuilt" (Reconstruction). Cet album se fit sans Tiffanie qui quitta le groupe peu avant le début des sessions d'enregistrement. Lancé par les singles Over You, Maniac, 2 In The Morning et Hate Love. Rebuilt eut moins de succès que le premier. Il se positionne à la 86e place.
Le 26 février 2011, Natalie Mejia et Chrystina Sayers quittèrent le groupe pour poursuivre leurs carrières solos. Nichole est l'unique membre des Girlicious. Robin Antin et elle-même sont à la recherche de nouvelles membres pour continuer l'avenir du groupe.
Début 2013, Nichole annonce qu'elle a rejoint un nouveau groupe, Girls United. Cette nouvelle annonce involontairement son départ de Girlicious.
Été 2014, Nichole annonce qu'elle quitte Girls United pour se concentrer sur une carrière solo.

## Discographie
Girlicious (album) (2008)
Girlicious Deluxe (2009)
Rebuilt (2010)

## Filmographie
Bleed Out (date inconnue)